# 八代克彦
八代 克彦（やしろ かつひこ、1957年（昭和32年） - ）は、日本の建築学者。工学博士。ものつくり大学教授。専門は建築意匠・計画。群馬県沼田市生まれ。

## 経歴
1976年、群馬県立沼田高等学校を卒業後、1981年、東京工業大学工学部建築学科を卒業。1990年、同大学大学院理工学研究科建築学専攻博士課程を単位取得満期退学。1994年、「中国黄土高原の下沈式窰洞住居における中庭空間の配置構成に関する研究」で工学博士（東京工業大学）。
1992年より2年間、東京工業大学で技官をつとめたのち、1994年に札幌市立高等専門学校の講師になる。1996年に同校助教授。2005年にものつくり大学に移籍し、2008年に教授となる。2017年4月より同大学技能工芸学部長。
日本建築学会会員。

## 著書
共著
- （茶谷正洋、中沢敏彰）『中国大陸建築紀行 (建築巡礼)』丸善、1991。

その他、建築施工管理技士の受験テキストなど。